# 崔澂
崔澂（1911年—1997年），男，山东淄博人，中国植物生理学家，曾任中国科学院植物研究所研究员、博士生导师。